# Bandolero!
Bandolero! – amerykański barwny western z 1968 roku.

## Fabuła
Mace Bishop (James Stewart) przyjeżdża do miasta w przebraniu kata z zamiarem uwolnienia swojego brata (Dean Martin), który wspólnie ze swoim gangiem obrabował miejscowy bank. Po uratowaniu brata postanawiają razem uciec do Meksyku. W pościg za nimi wyrusza szeryf July Johnson (George Kennedy). Bracia po drodze wpadają jednak w ręce bandy terroryzującej cały stan, z którą walczy również szeryf.

## Obsada
- James Stewart – Mace Bishop
- Dean Martin – Dee Bishop
- Raquel Welch – Maria Stoner
- George Kennedy – szeryf July Johnson
- Andrew Prine – zastępca szeryfa Roscoe Bookbinder
- Will Geer – Pop Chaney
- Clint Ritchie – Babe Jenkins
- Denver Pyle – Muncie Carter
- Sean McClory – Robbie O’Hare
- Harry Carey Jr. – Cort Hayjack